# Théorie de l'approche indirecte
La théorie de l'approche indirecte est une théorie de géopolitique et de polémologie proposée par Basil Henry Liddell Hart en 1929. Elle soutient que la victoire peut être obtenue par des actions indirectes limitées qui déstabilisent l'ennemi, plutôt que par le simple affrontement direct.

## Genèse
Après avoir combattu dans la Somme durant la Première Guerre mondiale, Liddell Hart retrouve l'Angleterre et devient journaliste et essayiste. Cherchant à comprendre les raisons qui ont mené à un enlisement de la guerre, il se lance dans une étude polémologique de grande ampleur où il analyse plus de 280 campagnes militaires étendues sur 2 500 ans. Il remarque que dans seulement 6 cas, soit 2,15% des cas, la victoire a été obtenue par une « approche directe », c'est-à-dire à un affrontement direct où les armées se sont fait face.
Il publie en 1929 les résultats de son étude sous le titre de The Decisive Wars of History. Il réécrit et augmente son ouvrage en 1954, qu'il publie sous le titre de Strategy. Ces ouvrages marquent la polémologie par leur emphase sur les facteurs psychologiques et la guerre indirecte.

## Concept
La guerre indirecte est une forme de guerre qui ne passe pas par l'affrontement direct d'armée à armée, mais par l'utilisation du facteur psychologique pour confondre les commandants ennemis. La guerre indirecte passe par des actions limitées : l'imposition d'un changement de front, qui perturbe l'économie des forces ennemies et les divise ; la propagande de guerre et la contre-psychologie.
Le cumul de telles manœuvres, effectuées par surprise, fait naître chez l’ennemi l’impression d’être pris au piège et entraîne sa dislocation psychologique. L’approche indirecte se pose donc comme l’antithèse de la stratégie d'anéantissement.
L'auteur recommande d'appliquer trois principes de guerre indirecte. Ceux-ci doivent être combinés avec une approche directe :
- Se mettre en mouvement par surprise, afin d'engendrer la surprise et la panique ;
- Attaquer la ligne de moindre attente, c'est-à-dire celle où on attend le moins l'ennemi, et où la résistance sera la plus faible ;
- Provoquer une différence de concentration en menaçant simultanément des objectifs différents.

## Historique
Liddell Hart s'attarde sur le cas de la Première guerre mondiale. Il relève que la guerre de tranchées et l'enlisement du front français durant la guerre sont dus à la stratégie portée par le général Joseph Joffre et le comte Alfred von Schlieffen, à savoir une stratégie d'anéantissement inspirée des enseignements de Carl von Clausewitz.
Dans la version amendée de 1954, Liddell Hart écrit qu'Adolf Hitler a dominé la première partie de la Seconde Guerre mondiale grâce à l'application à son paroxysme d'une stratégie d'approche indirecte. Il a en effet perturbé les commandements ennemis en menaçant des objectifs alternatifs et en utilisant les divisions blindées pour enfoncer rapidement la ligne ennemie et atteindre les centres névralgiques (de ravitaillement, notamment). Ces opérations sont couvertes par des bombardements et l'envoi de parachutistes qui répandent la confusion et brouillent les communications.

## Critique
Dans Liddell Hart and the Weight of History (1988, en français "Liddell Hart et le poids de l'histoire", non-traduit) de John Mearsheimer, professeur de relations internationales à l'université de Chicago, et l'un des réalistes les plus influents de sa génération, réévalue l'héritage intellectuel de Liddell Hart. En particulier, la théorie de l'approche indirecte, que Liddell Hart développe dans les années 1930, est si vague et si tautologique que "pratiquement toutes les victoires militaires peuvent lui être attribuées". (p. 87).